# Nils Wiqvist
Nils Evald Wiqvist, född 8 maj 1923 i Stockholm, död 21 september 2005, var en svensk läkare.
Wiqvist blev medicine licentiat vid Karolinska institutet 1950, medicine doktor 1959 på avhandlingen Effects of relaxin on the functional properties of the uterine musculature, docent i experimentell endokrinologi i Karolinska institutet 1960, i obstetrik och gynekologi 1964, biträdande överläkare vid kvinnokliniken på Karolinska sjukhuset 1967 och var professor i obstetrik och gynekologi vid Göteborgs universitet och överläkare vid kvinnokliniken på Sahlgrenska sjukhuset 1975–89. Han författade vetenskapliga skrifter i fysiologi, endokrinologi, obstetrik och gynekologi.